# Kingsley Ehizibue
Kingsley Ehizibue (München, 25 mei 1995) is een Nigeriaans-Nederlands voetballer die doorgaans als rechtervleugelverdediger speelt. Hij verruilde 1. FC Köln in juli 2019 voor Udinese.

## Carrière

### PEC Zwolle
Ehizibue werd geboren in Duitsland, maar groeide op in Zwolle. Nadat hij een tijd bij het plaatselijke CSV '28 speelde, werd hij opgenomen in de jeugdopleiding van PEC Zwolle. Hiervoor debuteerde hij op 29 oktober 2014 in het eerste elftal, in een bekerwedstrijd tegen HHC Hardenberg. Zijn eerste wedstrijd in de Eredivisie volgde op 13 december 2014. Hij viel toen in tijdens een met 0–1 gewonnen duel uit bij Willem II. Ehizibue groeide in het seizoen 2015/16 uit tot basisspeler bij PEC Zwolle. Op 13 december 2015 scoorde hij in een 2-1 overwinning op AZ zijn eerste doelpunt voor PEC. Dat seizoen scoorde hij vier keer en gaf hij twee assists. Op 27 oktober 2016 was hij in de bekerwedstrijd tegen VVV-Venlo goed voor een goal en een assists, waardoor PEC met 2-1 won. Exact ditzelfde deed hij ook op 21 januari 2017 tegen ADO Den Haag.  
In het seizoen 2017/18, zijn vierde in dienst van PEC, werd hij twee linies naar achter geschoven en werd hij de vaste rechtsback van PEC. Eind oktober 2017 stond Ehizibue met PEC zeer verrassend even derde. Na de eerste seizoenshelft stond PEC vierde, maar uiteindelijk eindigde het negende in de Eredivisie. Op 21 oktober 2018 was Ehizibue tegen Feyenoord voor het eerst aanvoerder van PEC. Ehizibue scoorde uiteindelijk 135 wedstrijden voor PEC Zwolle, waarin hij goed was voor negen doelpunten en achttien assists. 

### FC Köln
Nadat Ehizibue in januari 2019 de mogelijkheid liet lopen om voor Genoa te gaan voetballen in de Serie A, terwijl de clubs al akkoord waren maar Ehizibue zelf op gevoel afzegde, vertrok hij de volgende zomer alsnog bij PEC. Hij tekende bij 1. FC Köln, dat in het voorgaande seizoen promoveerde naar de Bundesliga. Op 11 augustus maakte hij zijn debuut voor Köln in de DFB-Pokal tegen SV Wehen Wiesbaden. Een week later maakte hij zijn Bundesligadebuut tegen VfL Wolfsburg. Op 2 februari 2020 scoorde Ehizibue zijn eerste goal voor tegen SC Freiburg in een 4-0 overwinning. Hij miste slechts drie competitiewedstrijden in zijn eerste seizoen en zorgde er mede voor dat handhaving gerealiseerd werd. Het seizoen moest dat gebeuren door in de play-offs Holstein Kiel. In de finale tegen de Bundesliga 2-club speelde Ehizibue 90 minuten en zag hij zijn ploeg met 5-1 winnen. In zijn laatste seizoen werd hij zevende met Köln, want deelname aan de play-offs om deelname aan de UEFA Europa Conference League betekende. In twee wedstrijden werd afgerekend met FC Fehervar, maar het toernooi zelf maakte Ehizibiue niet meer mee, want hij vertrok die zomer bij Köln, waarvoor hij in drie jaar 76 wedstrijden speelde, waarin hij eenmaal scoorde en drie assists gaf. 

### Udinese
Op 30 augustus 2022 maakte Udinese Calcio bekend dat Ehizibue zich bij hun club zou voegen met een contract tot 2026. Een dag later maakte hij als invaller zijn debuut voor de club tegen ACF Fiorentina. Op 22 januari 2023 maakte Ehizibue de enige goal van de wedstrijd tegen UC Sampdoria. Het was zijn eerste treffer voor Udinese. In mei 2023 scheurde Ehizibue zijn kruisband, waardoor hij de rest van het seizoen en een deel van het seizoen erop moest missen. Op 3 december 2023 maakte hij als invaller zijn rentree, na bijna zeven maanden. 

## Clubstatistieken
| Seizoen                        | Club            | Competitie      | Competitie | Competitie | Beker | Beker | Overig | Overig | Totaal | Totaal |
| Seizoen                        | Club            | Competitie      | Wed.       | Dlp.       | Wed.  | Dlp.  | Wed.   | Dlp.   | Wed.   | Dlp.   |
| ------------------------------ | --------------- | --------------- | ---------- | ---------- | ----- | ----- | ------ | ------ | ------ | ------ |
| 2014/15                        | PEC Zwolle      | Eredivisie      | 2          | 0          | 1     | 0     | 1      | 0      | 4      | 0      |
| 2015/16                        | PEC Zwolle      | Eredivisie      | 26         | 4          | 0     | 0     | 2      | 0      | 28     | 4      |
| 2016/17                        | PEC Zwolle      | Eredivisie      | 29         | 2          | 2     | 1     | –      | –      | 31     | 3      |
| 2017/18                        | PEC Zwolle      | Eredivisie      | 33         | 1          | 4     | 0     | –      | –      | 37     | 1      |
| 2018/19                        | PEC Zwolle      | Eredivisie      | 32         | 1          | 3     | 0     | –      | –      | 35     | 1      |
| 2019/20                        | 1. FC Köln      | Bundesliga      | 31         | 1          | 1     | 0     | –      | –      | 32     | 1      |
| 2020/21                        | 1. FC Köln      | Bundesliga      | 21         | 0          | 1     | 0     | 1      | 0      | 23     | 0      |
| 2021/22                        | 1. FC Köln      | Bundesliga      | 16         | 0          | 2     | 0     | 0      | 0      | 18     | 0      |
| 2022/23                        | 1. FC Köln      | Bundesliga      | 1          | 0          | 1     | 0     | 1      | 0      | 3      | 0      |
| 2022/23                        | Udinese         | Serie A         | 27         | 2          | 1     | 0     | –      | –      | 28     | 2      |
| 2023/24                        | Udinese         | Serie A         | 23         | 0          | 0     | 0     | –      | –      | 23     | 0      |
| 2024/25                        | Udinese         | Serie A         | 33         | 0          | 1     | 0     | –      | –      | 34     | 0      |
| Carrière totaal                | Carrière totaal | Carrière totaal | 274        | 11         | 17    | 1     | 5      | 0      | 296    | 10     |
| Bijgewerkt t/m 2 augustus 2025 |                 |                 |            |            |       |       |        |        |        |        |

## Interlandcarrière

### Nederland onder 21
Op 28 maart 2016 debuteerde Ehizibue voor Nederland –21 in een vriendschappelijke wedstrijd tegen Servië –21 (1 – 0).
| Interlands van Kingsley Ehizibue | Interlands van Kingsley Ehizibue | Interlands van Kingsley Ehizibue | Interlands van Kingsley Ehizibue | Interlands van Kingsley Ehizibue | Interlands van Kingsley Ehizibue |
| №                                | Datum                            | Wedstrijd                        | Uitslag                          | Soort Wedstrijd                  | Doelpunten                       |
| Als speler bij PEC Zwolle        | Als speler bij PEC Zwolle        | Als speler bij PEC Zwolle        | Als speler bij PEC Zwolle        | Als speler bij PEC Zwolle        | Als speler bij PEC Zwolle        |
| -------------------------------- | -------------------------------- | -------------------------------- | -------------------------------- | -------------------------------- | -------------------------------- |
| 1.                               | 28 maart 2016                    | Nederland – Servië               | 1 – 0                            | Vriendschappelijk                | 0                                |

## Erelijst

### MetPEC Zwolle
| Competitie | Winnaar | Winnaar | Runner-up | Runner-up |
| Competitie | Aantal  | Jaren   | Aantal    | Jaren     |
| ---------- | ------- | ------- | --------- | --------- |
| Nationaal  |         |         |           |           |
| KNVB beker |         |         | 1x        | 2014/15   |